# Park Plac Grunwaldzki
Park Plac Grunwaldzki (niem. Preussenplatz) – park w Gliwicach.

## Informacje ogólne
Park położony jest na terenie dzielnicy Wójtowa Wieś pomiędzy ulicami Adama Mickiewicza, Króla Jana III Sobieskiego, Jana Długosza, Zawiszy Czarnego.
Od 27 listopada 2012 roku rozpoczęła się procedura wpisania do rejestru zabytków zieleni komponowanej parku Plac Grunwaldzki, lip rosnących wzdłuż ulicy Adama Mickiewicza, klonów pospolitych rosnących wzdłuż ulicy Króla Jana III Sobieskiego, oraz zieleni na skwerze Keżmarok, przez Wojewódzki Urząd Ochrony Zabytków w Katowicach. Procedura zakończyła się 15 maja 2013 roku wpisem do rejestru zabytków A pod numerem: A/415/13.

## Atrakcje
W grudniu 2011 roku umieszczono tam świetlny tunel z 15 migającymi lampami.
Na terenie placu znajduje się boisko wielofunckyjne oraz jeden plac zabaw.

## Cmentarz
Na terenie parku znajduje się utworzony w 1951 roku, cmentarz Żołnierzy Radzieckich. Pochowano w nim poległych radzieckich żołnierzy w walkach o Gliwice i w okolicach, w styczniu 1945 roku.